# Hijuelas
Hijuelas este un oraș și comună din provincia Quillota, regiunea Valparaíso, Chile, cu o populație de 15.876 locuitori (2012) și o suprafață de 267,2 km2.